# Otto Riemer
Otto Moritz Martin Riemer (* 2. September 1902 in Badeleben; † 26. Juni 1977 in Waibstadt) war ein deutscher Musikhistoriker, -schriftsteller und -kritiker.

## Leben
Riemer wurde in Badeleben (Kreis Neuhaldensleben, Provinz Sachsen) in der Nähe von Magdeburg als Sohn eines Pastors geboren. Nach dem Besuch des Klostergymnasiums Magdeburg (1913–1921) studierte er Musikwissenschaften, Pädagogik und Philosophie an den Universitäten Marburg, Leipzig und Halle. Er hörte u. a. bei Hermann Stephani, Nicolai Hartmann, Heinz Heimsoeth, Hermann Abert, Friedrich Blume, Felix Krueger, Hans Joachim Moser, Paul Menzer, Theodor Ziehen und Ottomar Wichmann. Von 1924 bis 1926 studierte er am Leipziger Konservatorium, wo Carl Adolf Martienssen (Klavier) und Fritz Reuter (Theorie) zu seinen Lehrern gehörten. In Halle nahm er Gesangsunterricht bei Hans Klemann. 1927 wurde er bei Arnold Schering an der Universität Halle-Wittenberg mit der Dissertation Erhard Bodenschatz und sein Florilegium Portense  zum Dr. phil. promoviert.
Von 1929 bis 1933 war er als Musikkritiker in Görlitz tätig. Danach wurde er Lehrer für Musikgeschichte am Musiklehrerseminar Magdeburg. Außerdem war er weiterhin als Musikkritiker tätig. Riemer wirkte bald als Musikberater für den Regierungsbezirk Magdeburg und als Städtischer Musikbeauftragter. Von 1937 bis 1943 war er Leiter der Kulturabteilung im Volksbildungsamt der Stadt Magdeburg. Ferner war er Vorsitzender der staatlichen Prüfungskommission für Privatmusiklehrer. 1943 wurde er zur Wehrmacht eingezogen.
Ab 1949 wirkte er als Musikkritiker in Heidelberg. 1954 wurde er Dozent für Musikgeschichte an der Musikhochschule. 1962 erhielt er einen Lehrauftrag an der Ruprecht-Karls-Universität Heidelberg. Er war überdies Mitglied der Gesellschaft für Musikforschung.
Riemer war verheiratet und Vater eines Sohnes.

## Schriften (Auswahl)
- Erhard Bodenschatz und sein Florilegium Portense. Fr. Kistner & C. F. W. Siegel, Leipzig 1928.
- Musik und Musiker in Magdeburg. Ein geschichtlicher Überblick über Magdeburgs Beitrag zur deutschen Musik. Heinrichshofensche Buchhandlung, Magdeburg 1937.
- (Hrsg.): Weg und Werk. Eine Festgabe zum 70. Geburtstag von Prof. Dr. Hermann Meinhard Poppen. Hochstein, Heidelberg 1955.
- Chorklang im Zeitgeist. Eine Studie zum 75-jährigen Bestehen des Heidelberger Bach-Vereins. Bachverein, Heidelberg 1960.
- Einführung in die Geschichte der Musikerziehung (= Taschenbücher zur Musikwissenschaft. 4 ). Heinrichshofen, Wilhelmshaven 1970, ISBN 3-7959-0021-2 (3. Auflage 1983).